# Honbice
Honbice jsou obec v okrese Chrudim v Pardubickém kraji. V obou částech žije celkem 172 obyvatel.

## Historie
První písemná zmínka o vesnici pochází z roku 1244.

## Části obce
- Honbice
- Libanice

V letech 1850–1872 k obci patřily i Nabočany.

## Pamětihodnosti
- Kostel Povýšení svatého Kříže
- Pomník padlých se sochou Jana Žižky